# Цілинський район
Ціли́нський райо́н (рос. Целинский район) — район у південній частині Ростовської області Російської Федерації. Адміністративний центр — селище Цілина.

## Географія
Район розташований у крайній південній частині області. На заході межує із Зерноградським та Єгорлицьким районами, на сході — із Сальським, на південному сході — із Піщанокопським районом, на півдні — із Краснодарським краєм.

## Історія
Цілинський район утворений 1923 року як Західно-Коннозаводчеський, пізніше увійшов до складу Сальського округу. 1930 року був перейменований у Гігантівський, але невдовзі був взагалі ліквідований і переданий до складу Сальського району. 1935 року район був відновлений, але вже із сучасною назвою. У період 1963–1965 років район був вдруге ліквідований, а територія входила до складу Єгорлицького району.

## Населення
Населення району становить 32300 осіб (2013; 33690 в 2010).

## Адміністративний поділ

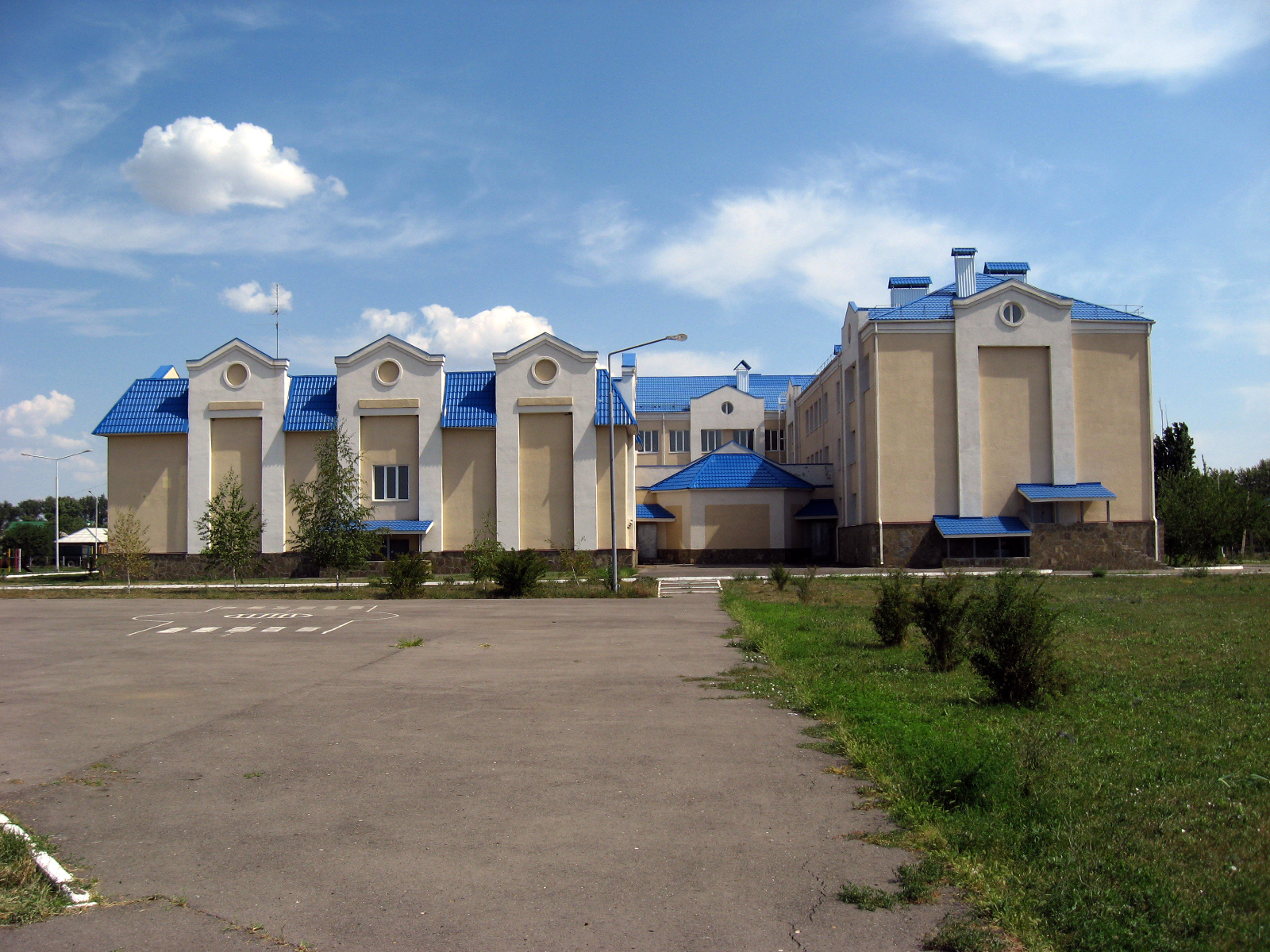
Нова школа у селищі Цілина

Район адміністративно поділяється на 9 сільських поселень, які об'єднують 67 сільських населених пунктів:
| Поселення                             | Площа, км² | Населення, осіб (2010) | Центр            | Населені пункти |
| ------------------------------------- | ---------- | ---------------------- | ---------------- | --------------- |
| Кіровське сільське поселення          | -          | 4423                   | Вороново         | 13              |
| Лопанське сільське поселення          | -          | 2957                   | Лопанка          | 2               |
| Михайловське сільське поселення       | -          | 2272                   | Михайловка       | 8               |
| Новоцілинське сільське поселення      | -          | 3172                   | Нова Цілина      | 7               |
| Ольшанське сільське поселення         | -          | 2523                   | Ольшанка         | 11              |
| Середньоєгорлицьке сільське поселення | -          | 2438                   | Середній Єгорлик | 3               |
| Хліборобне сільське поселення         | -          | 2528                   | Хліборобне       | 9               |
| Цілинське сільське поселення          | -          | 10649                  | Цілина           | 1               |
| Юловське сільське поселення           | -          | 2728                   | Юловський        | 11              |

### Найбільші населені пункти
| №  | Населений пункт  | Населення, осіб (2010) |
| -- | ---------------- | ---------------------- |
| 1  | Цілина           | 10 649                 |
| 2  | Середній Єгорлик | 2 363                  |
| 3  | Лопанка          | 1 936                  |
| 4  | Нова Цілина      | 1 917                  |
| 5  | Вороново         | 1 733                  |
| 6  | Юловський        | 1 161                  |
| 7  | Сладка Балка     | 1 021                  |
| 8  | Сєверний         | 1 012                  |
| 9  | Хліборобне       | 934                    |
| 10 | Михайловка       | 905                    |

## Економіка
Район є сільськогосподарським, тут займаються вирощуванням зернових, технічних культур та тваринництвом. Розвивається переробна промисловість сільськогосподарської продукції та машинобудування.